# Maria Leontina da Costa
Maria Leontina Franco da Costa (São Paulo, 22 de julho de 1917 — Rio de Janeiro, 6 de julho de 1984) foi uma pintora, gravadora, desenhista, vitralista e azulejista brasileira. Seu nome é um importante referencial da pintura moderna brasileira.

## Biografia
Nasceu em 22 de julho de 1917, em São Paulo. Em 1942 frequentou o atelier de Waldemar da Costa e estabeleceu contatos com artistas como Clóvis Graciano e Lothar Charoux, entre outros. Em 1947 conheceu o pintor Milton Dacosta, e casaram-se. A união durou 37 anos, até a morte de Maria Leontina, o dia 6 e julho de 1984, aos 66 anos, no Rio e Janeiro. Milton Dacosta morreu quatro anos depois.
Em 1952, graças a uma bolsa de estudos concedida pelo governo francês, foi para França junto com seu marido, e ali permaneceram por dois anos. Participou de diversas Bienais de São Paulo e outras exposições no Brasil e no exterior, onde realizava exposições individuais praticamente todos os anos. Na década de 1950 e início de 1960, passou pelo cubismo sintético e pelo construtivismo.
A Casa Roberto Marinho inaugurou a Exposição Gesto em Suspensão, com obras de Maria Leontina Franco da Costa para celebrar o seu 5º aniversário de fundação, aberta ao público de 28 de abril a 16 de julho. 

## Prêmios
- 1960: prêmio nacional da Fundação Guggenheim[3]
- 1975: prêmio pintura da Associação Paulista de Críticos de Artes (APCA)[3]